# NGC 1803
NGC 1803 é uma galáxia espiral barrada (SBbc) localizada na direcção da constelação de Pictor. Possui uma declinação de -49° 34' 03" e uma ascensão recta de 5 horas, 05 minutos e 26,5 segundos.
A galáxia NGC 1803 foi descoberta em 28 de Dezembro de 1834 por John Herschel.